# Віоґафка
Віоґафка (англ. Weogufka) — переписна місцевість (CDP) в США, в окрузі Куса штату Алабама. Населення — 207 осіб (2020).

## Географія
Віоґафка розташована за координатами 33°1′56″ пн. ш. 86°19′26″ зх. д. / 33.03222° пн. ш. 86.32389° зх. д. (33.032235, -86.323775).  За даними Бюро перепису населення США в 2010 році переписна місцевість мала площу 21,56 км², з яких 21,40 км² — суходіл та 0,16 км² — водойми.

## Демографія
Згідно з переписом 2010 року, у переписній місцевості мешкали 282 особи в 108 домогосподарствах у складі 80 родин. Густота населення становила 13 особи/км².  Було 139 помешкань (6/км²).
Расовий склад населення:
| - 99,3 % — білих - 0,4 % — азіатів |

До двох чи більше рас належало 0,4 %. Частка іспаномовних становила 1,1 % від усіх жителів.
За віковим діапазоном населення розподілялося таким чином: 23,8 % — особи молодші 18 років, 61,3 % — особи у віці 18—64 років, 14,9 % — особи у віці 65 років та старші. Медіана віку мешканця становила 39,9 року. На 100 осіб жіночої статі у переписній місцевості припадало 97,2 чоловіків;  на 100 жінок у віці від 18 років та старших — 92,0 чоловіків також старших 18 років.
Середній дохід на одне домашнє господарство  становив 28 172 долари США (медіана — 19 792), а середній дохід на одну сім'ю — 24 896 доларів (медіана — 18 819). За межею бідності перебувало 43,2 % осіб, у тому числі 50,0 % дітей у віці до 18 років та 22,7 % осіб у віці 65 років та старших.
Цивільне працевлаштоване населення становило 83 особи. Основні галузі зайнятості: виробництво — 31,3 %, роздрібна торгівля — 25,3 %, будівництво — 16,9 %, освіта, охорона здоров'я та соціальна допомога — 13,3 %.